# Селце (Луковиця)
Селце (словен. Selce) — поселення в общині Луковиця, Осреднєсловенський регіон, Словенія. 
Висота над рівнем моря: 695,1 м.